# Kramsk (gmina)

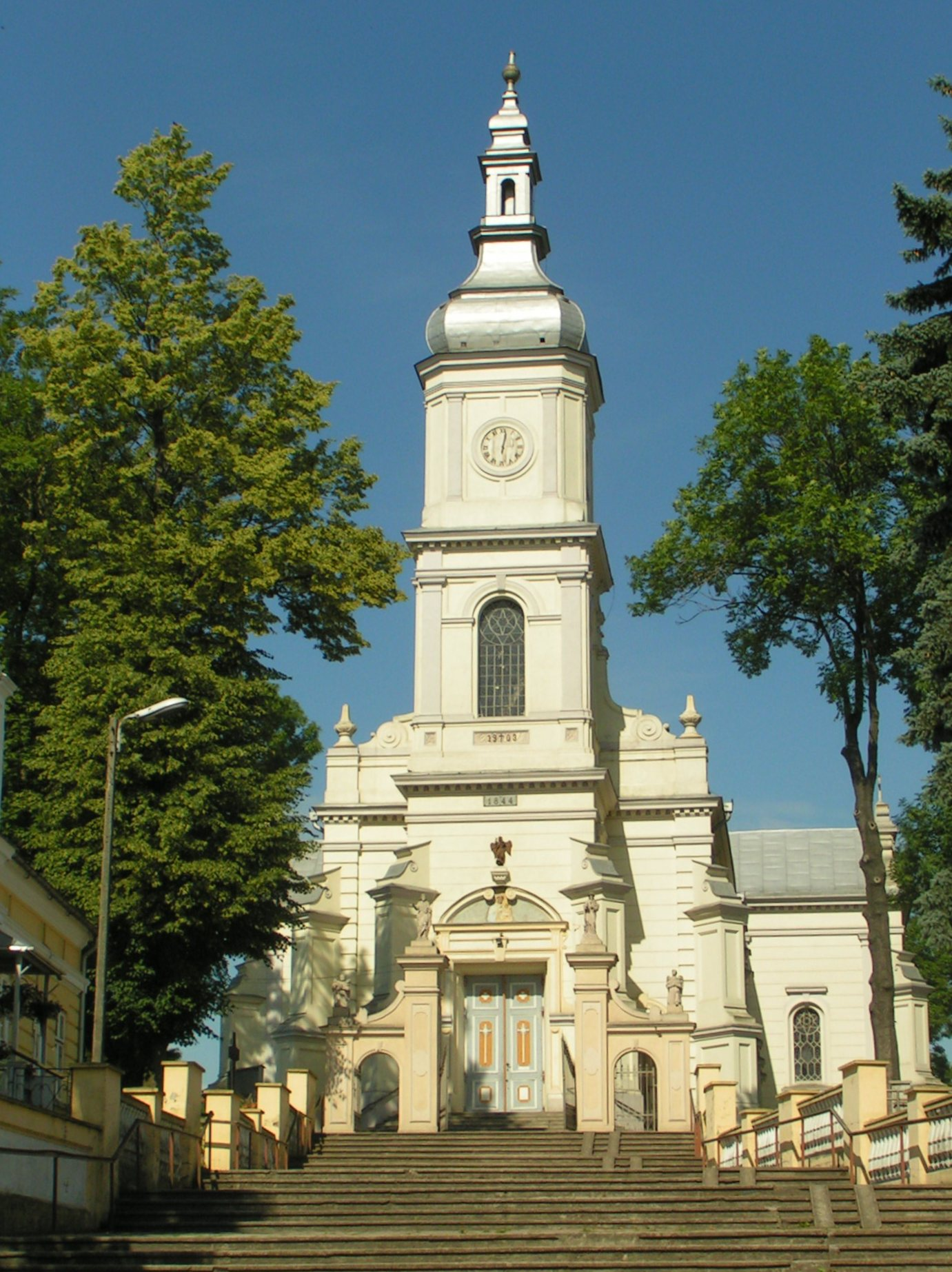
Kościół w Kramsku

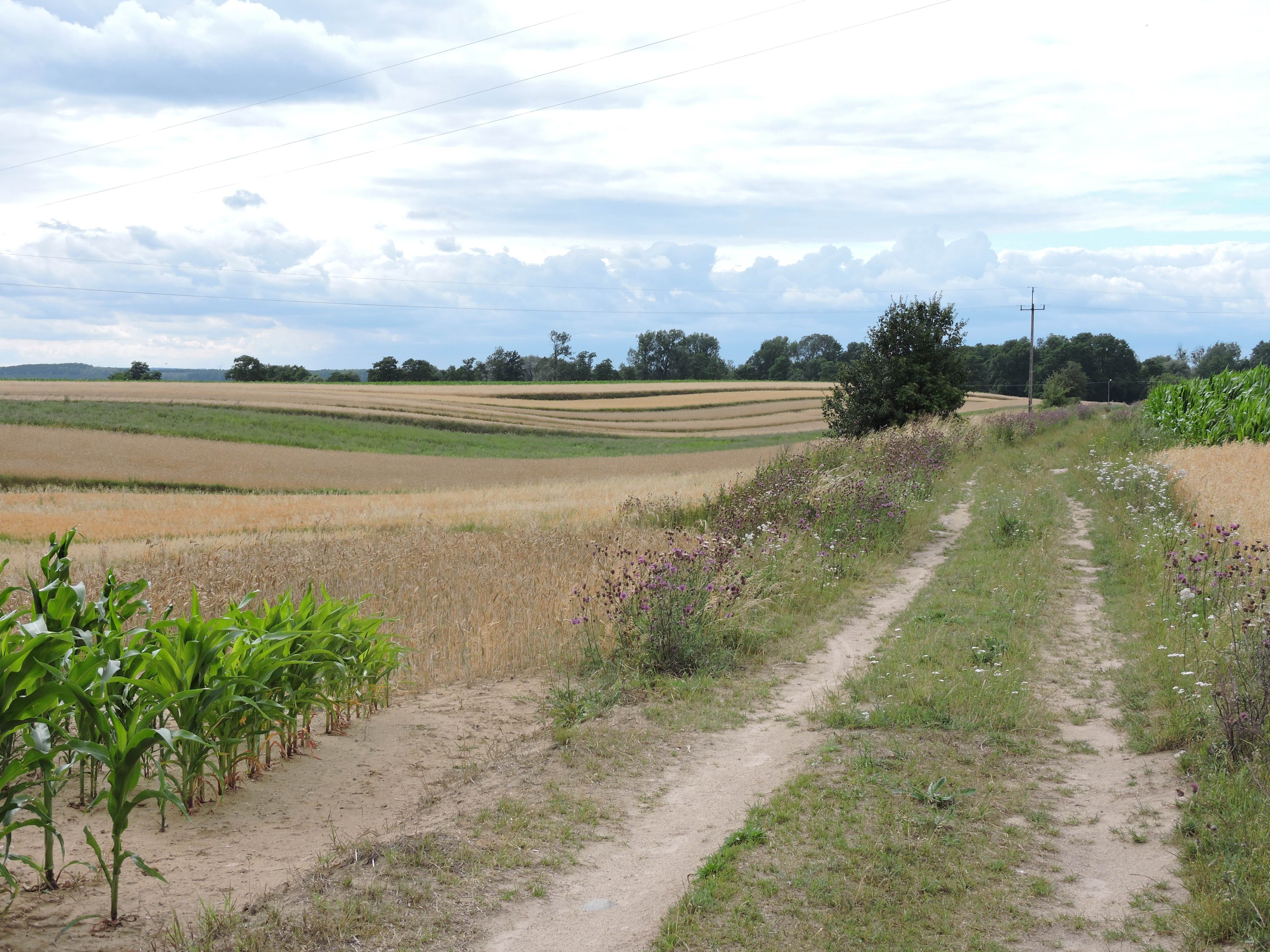
Krajobraz gminy w pobliżu wsi Kramsk-Łazy

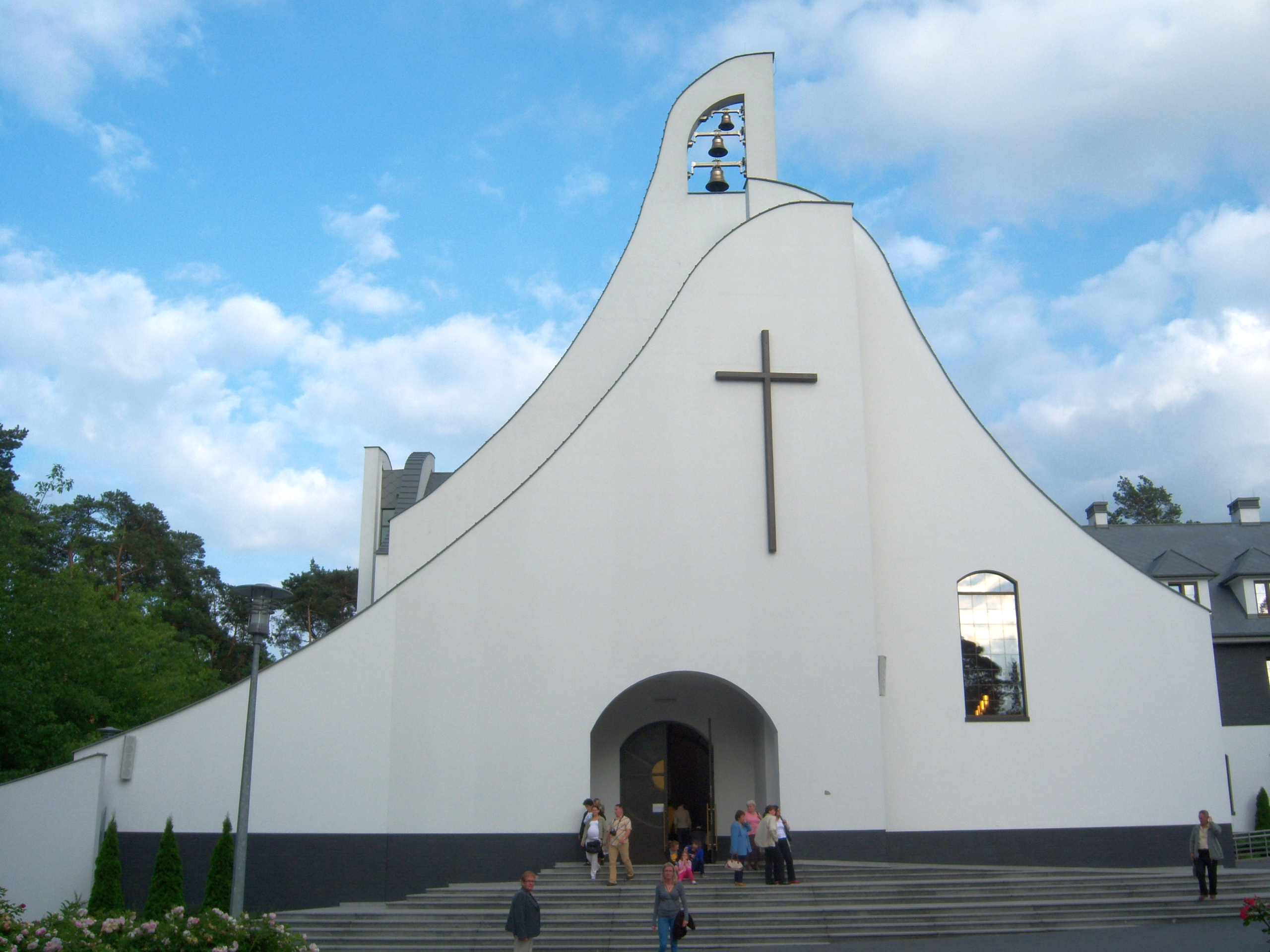
Kościół w Grąblinie

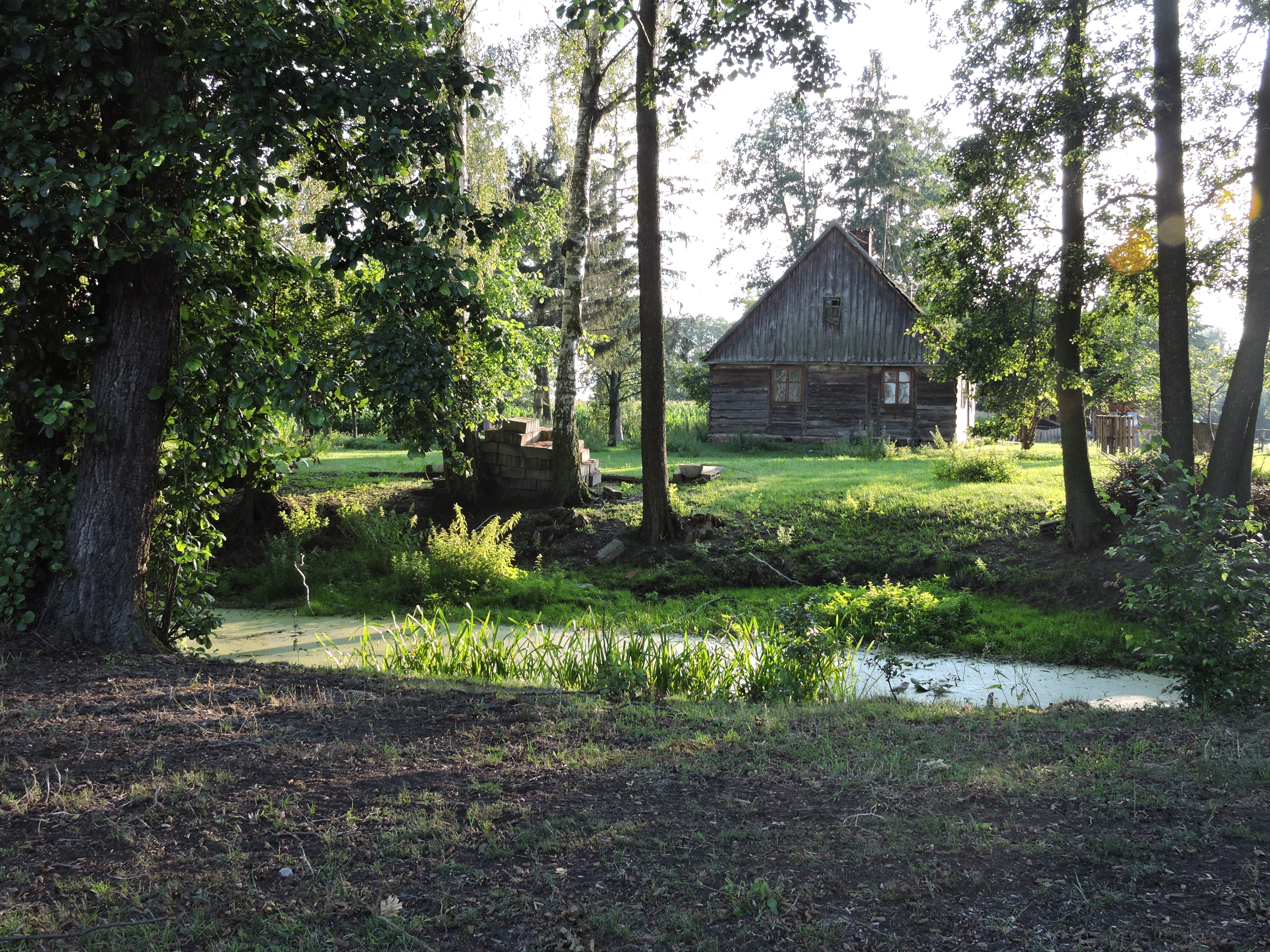
Rzeka Jaziniec w Pogorzałkach

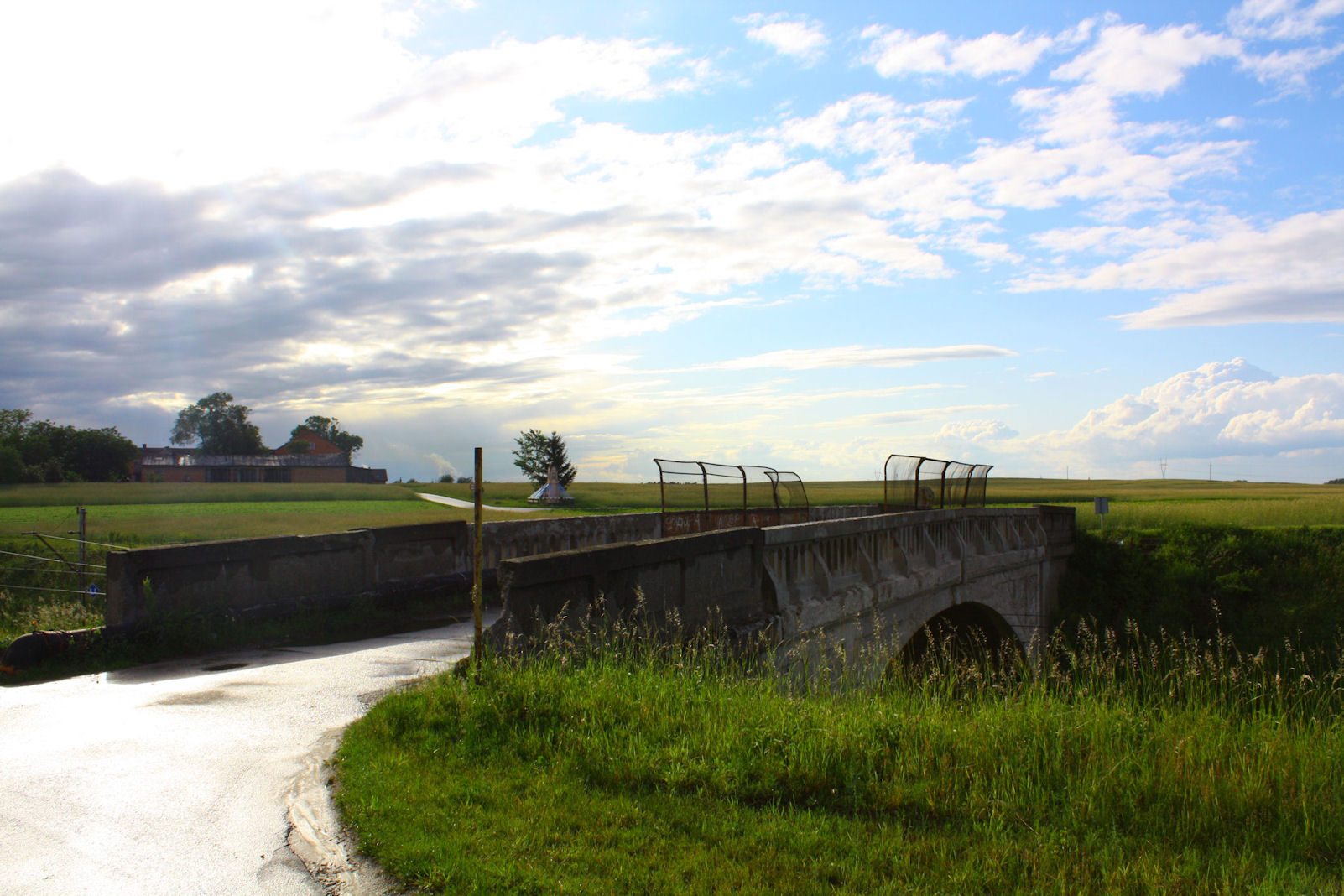
Wiadukt w Podgorze

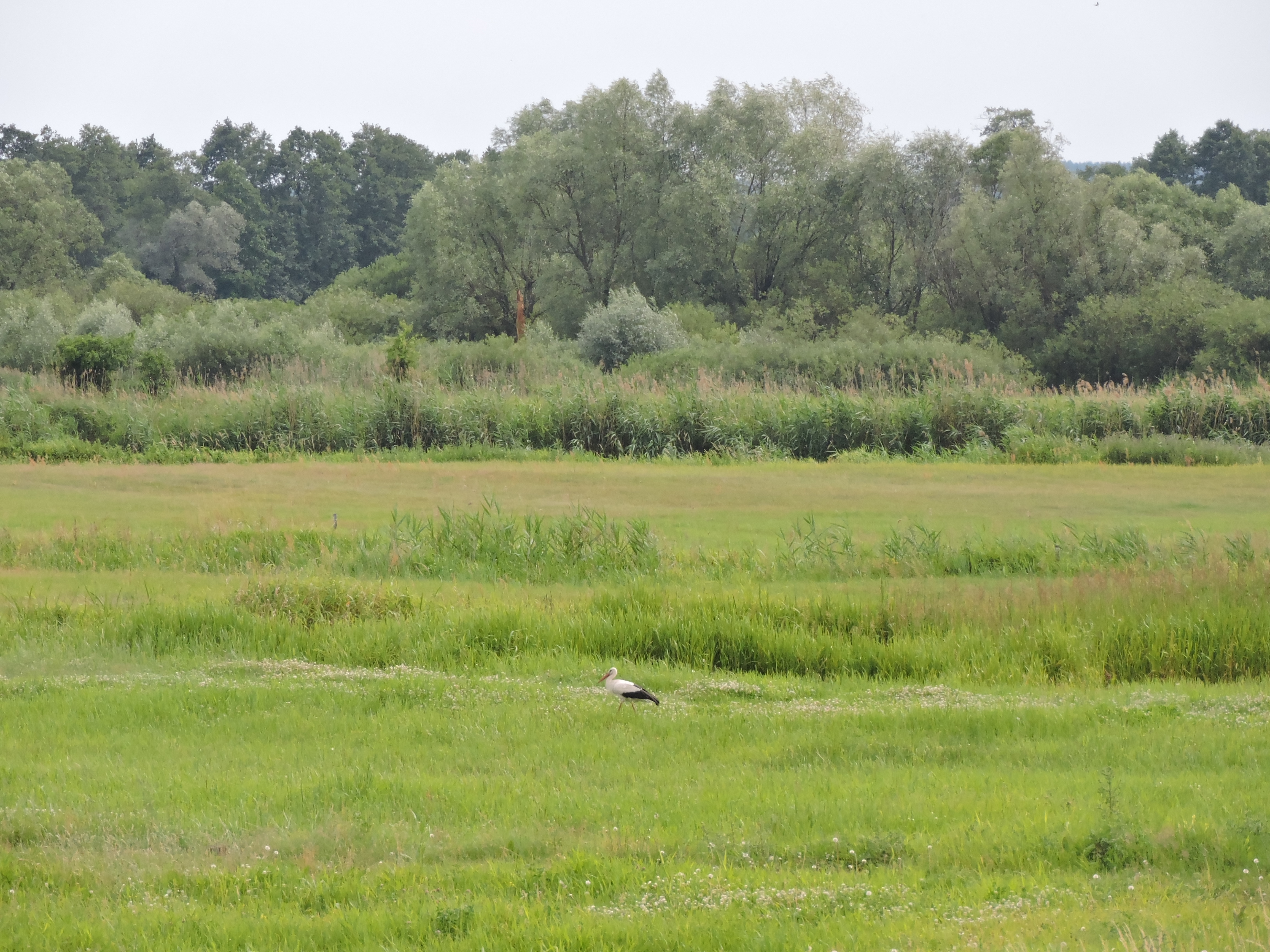
Warta w pobliżu miejscowości Święte

Kramsk – gmina wiejska w województwie wielkopolskim, w powiecie konińskim. W latach 1975–1998 gmina położona była w województwie konińskim.
Siedziba gminy to Kramsk.
Według danych z 30 czerwca 2016 gminę zamieszkiwały 11 052 osoby.

## Struktura powierzchni
Według danych z roku 2002 gmina Kramsk ma obszar 131,78 km², w tym:
- użytki rolne: 76%
- użytki leśne: 12%

Gmina stanowi 8,35% powierzchni powiatu.

## Demografia
Dane z 30 czerwca 2009:
| Opis                              | Ogółem | Ogółem | Kobiety | Kobiety | Mężczyźni | Mężczyźni |
| --------------------------------- | ------ | ------ | ------- | ------- | --------- | --------- |
| jednostka                         | osób   | %      | osób    | %       | osób      | %         |
| populacja                         | 10 318 | 100    | 5249    | 51,0    | 5063      | 49,0      |
| gęstość zaludnienia (mieszk./km²) | 78,3   | 78,3   | 39,8    | 39,8    | 38,4      | 38,4      |

- Piramida wieku mieszkańców gminy Kramsk w 2014 roku[1].

## Poczet wójtów
III Rzeczpospolita
I kadencja (1990–1994) –
Andrzej Gwóźdź
II kadencja (1994–1998) –
Józef Karmowski
III kadnecja (1998–2002) –
Józef Karmowski
IV kadencja (2002–2006) –
Józef Karmowski
V kadencja (2006–2010) –
Józef Karmowski
VI kadencja (2010–2014) –
Józef Drop
VII kadencja (2014–2018) –
Józef Drop
VIII kadencja (2018–2024) –
Andrzej Nowak
IX kadencja (2024-2029) – Andrzej Nowak

## Sołectwa
W gminie znajdują się 72 miejscowości wiejskie, które połączone zostały administracyjnie w 30 jednostek pomocniczych, zwanych sołectwami.
W gminie Kramsk znajduje się 39 wsi, z czego 29 to wsie sołeckie. Oprócz tego w gminie znajdują się 3 osady leśne oraz 3 kolonie. W gminie znajduje się także 29 integralnych części wsi. Jedna część wsi – Kramsk-Łęgi jest także miejscowością sołecką.
Poniższa tabela przedstawia wszystkie miejscowości w gminie Kramsk, z uwzględnieniem podziału gminy na jednostki pomocnicze. Miejscowości zapisane czcionką pochyłą są integralnymi częściami wsi.
| Nazwa miejscowości sołeckiej | Nazwa miejscowości sołeckiej | Ludność miejscowości sołeckiej (2018 r.) | Ludność sołectwa (2018 r.) | L. miejscowości w sołectwie | Pozostałe miejscowości i ich części w sołectwie                                                       |
| ---------------------------- | ---------------------------- | ---------------------------------------- | -------------------------- | --------------------------- | --- |
|                              | Anielew                      | 97                                       | 97                         | 1                           | |
|                              | Barce                        | 137                                      | 263                        | 2                           | Kuźnica Marysin (część Barc)                                                                          |
|                              | Bilczew                      | 148                                      | 148                        | 1                           | |
|                              | Borki                        | 192                                      | 192                        | 1                           | Stanisławów (część Borek) Tury (część Borek)                                                          |
|                              | Brzózki                      | 65                                       | 229                        | 2                           | Chmielnik Niwka (część Brzózek) Stawisko (część Brzózek)                                              |
|                              | Dębicz                       | 523                                      | 523                        | 1                           | Ksawerów (część Dębicza) Podbór (część Dębicza) Ranna (część Dębicza) Stukol (część Dębicza)          |
|                              | Drążek                       | 108                                      | 108                        | 1                           | |
|                              | Grąblin                      | 508                                      | 586                        | 3                           | Dąbrówka Grąblinek                                                                                    |
|                              | Helenów Drugi                | 524                                      | 532                        | 3                           | Trzy Borki Wiązowa (opuszczona wieś)                                                                  |
|                              | Helenów Pierwszy             | 248                                      | 248                        | 1                           | Gać (część Helenowa Pierwszego)                                                                       |
|                              | Izabelin                     | 338                                      | 343                        | 2                           | Lutnia                                                                                                |
|                              | Jabłków                      | 203                                      | 203                        | 1                           | |
|                              | Konstantynów                 | 155                                      | 155                        | 1                           | Konstantynów Mały (część Konstantynowa) Ostra Góra (część Konstantynowa)                              |
|                              | Kramsk                       | 1774                                     | 1334                       | 1                           | |
|                              | Kramsk-Łazy                  | 169                                      | 169                        | 1                           | |
|                              | Kramsk-Łęgi                  | 440                                      | 527                        | 1                           | Strumyk                                                                                               |
|                              | Kramsk-Pole                  | 170                                      | 170                        | 1                           | Księży Ostrów (część Kramsk-Pola)                                                                     |
|                              | Ksawerów                     | 180                                      | 281                        | 2                           | Pogorzałki Biechowy (część Ksawerowa)                                                                 |
|                              | Lichnowo                     | 189                                      | 189                        | 1                           | Górka (część Lichnowa) Grabczyna (część Lichnowa) Grabowe (część Lichnowa) Kędziorki (część Lichnowa) |
|                              | Milin                        | 109                                      | 309                        | 2                           | Osowce Polic (część Osowiec) Tobułka (część Osowiec) Sakłak (część Osowiec)                           |
|                              | Patrzyków                    | 237                                      | 294                        | 2                           | Nowy Czarków                                                                                          |
|                              | Pąchów                       | 326                                      | 326                        | 1                           | |
|                              | Podgór                       | 208                                      | 208                        | 1                           | Podgórz (część Podgora)                                                                               |
|                              | Rudzica                      | 715                                      | 836                        | 4                           | Długa Łąka Morzysław-Kolonia Rudzica-Leśniczówka Rudzica-Kolonia (część Rudzicy)                      |
|                              | Rysiny                       | 30                                       | 30                         | 1                           | |
|                              | Święciec                     | 303                                      | 303                        | 1                           | |
|                              | Święte                       | 494                                      | 525                        | 2                           | Żrekie                                                                                                |
|                              | Wielany                      | 207                                      | 373                        | 2                           | Winnica                                                                                               |
|                              | Wola Podłężna                | 1326                                     | 1326                       | 1                           | Wola Podłężna Pierwsza (część Woli Podłężnej) Wola Podłężna Druga (część Woli Podłężnej)              |
|                              | Wysokie                      | 320                                      | 320                        | 1                           | Czerwonka (część Wysokiego) Marcinów Grunt (część Wysokiego) Wacławów (część Wysokiego)               |
|                              |                              | 10 003                                   | 11 147                     | 45                          | |

### Klasy wielkościowe miejscowości
Największymi miejscowościami w gminie są Kramsk, liczący 1774 mieszkańców oraz Wola Podłężna, licząca 1326 mieszkańców. Poza tym w gminie są jeszcze 4 miejscowości duże (od 501 do 1000 mieszk.): Rudzica (715 mieszk.), Helenów Drugi (524 mieszk.), Dębicz (523 mieszk.) i Grąblin (508 mieszk.) oraz 5 miejscowości średnich, liczących od 301 do 500 mieszkańców (Święte – 494 os., Izabelin – 338, Pąchów – 326, Wysokie – 320 i Święciec – 303).
Poniższa tabela przedstawia wszystkie wsie, kolonie i osady ujęte w Krajowym Rejestrze Urzędowym Podziału Terytorialnego Kraju.
| rodzaj      | przedział ludnościowy | ilość | % ogółu | liczba ludności | % ogółu | miejscowości |
| ----------- | --------------------- | ----- | ------- | --------------- | ------- | --- |
| bardzo duże | pow. 1001 mieszk.     | 2     | 4,44%   | 3100            | 27,81%  | Kramsk, Wola Podłężna |
| duże        | 501–1000 mieszk.      | 4     | 8,89%   | 2270            | 20,37%  | Rudzica, Helenów Drugi, Dębicz, Grąblin |
| średnie     | 301-500 mieszk.       | 5     | 11,11%  | 1781            | 15,98%  | Święte, Izabelin, Pąchów, Wysokie, Święciec |
| małe        | 151-300 mieszk.       | 14    | 31,11%  | 2688            | 24,11%  | Helenów Pierwszy, Patrzyków, Podgór, Wielany, Jabłków, Osowce, Borki, Lichnowo, Ksawerów, Kramsk-Pole, Kramsk-Łazy, Winnica, Chmielnik, Konstantynów                                                              |
| bardzo małe | pon. 150 mieszk.      | 20    | 44,45%  | 1308            | 11,73%  | Bilczew, Barce, Kuźnica, Milin, Drążek, Morzysław-Kolonia, Pogorzałki, Anielew, Strumyk, Grąblinek, Brzózki, Nowy Czarków, Żrekie, Rysiny, Rudzica-Leśniczówka, Trzy Borki, Długa Łąka, Lutnia, Dąbrówka, Wiązowa |

## Oświata
- Publiczna Szkoła Podstawowa Szkoły Twórczej Integracji w Milinie;
- Szkoła Podstawowa im. Papieża Jana Pawła II w Wysokiem;
- Szkoła Podstawowa w Helenowie Drugim;
- Szkoła Podstawowa w Patrzykowie;
- Szkoła Podstawowa w Woli Podłężnej;
- Szkoła Podstawowa w Anielewie;
- Szkoła Podstawowa w Bilczewie;
- Szkoła Podstawowa w Kramsku;
- Szkoła podstawowa w Swiećću[9]

## Ochotnicza Straż Pożarna
- OSP Kramsk;[10]
- OSP Patrzyków;
- OSP Wysokie;
- OSP Milin;
- OSP Helenów;
- OSP Pąchów;
- OSP Wielany;
- OSP Wola Podłężna;
- OSP Święciec;
- OSP Rudzica;
- OSP Izabelin[11]

## Koło Gospodyń Wiejskich
- Koło Gospodyń Wiejskich w Barcach;
- Koło Gospodyń Wiejskich w Pąchowie;
- Koło Gospodyń Wiejskich w Podgorze;
- Koło Gospodyń Wiejskich w Drążku;
- Koło Gospodyń Wiejskich Ladies Gang w Helenowie Pierwszym;
- Koło Gospodyń Wiejskich w Kramsku;
- Koło Gospodyń Wiejskich w Święćcu;
- Koło Gospodyń Wiejskich Grąblin;
- Koło Gospodyń Wiejskich w Świętem;
- Koło Gospodyń Wiejskich w Helenowie Drugim[12]

## Sąsiednie gminy
Koło, Konin, Kościelec, Krzymów, Osiek Mały, Sompolno, Ślesin.